# 諫早市立西諫早小学校
諫早市立西諫早小学校（いさはやしりつ にしいさはやしょうがっこう）は、長崎県諫早市馬渡町にある公立小学校。

## 概要
歴史
1976年（昭和51年）に諫早市立真崎小学校から分離する形で新設された。2016年（平成28年）に創立40周年を迎える。
学校教育目標
「確かな学力と創造性を身につけ、自他の生命・人間性を尊重し、心身共に健康でたくましい児童の育成を図る。」
校章
中央に校名の「西小」の文字（縦書き）を置く。
校歌
校区
住所表記で「諫早市」の後に「小船越町、中尾町、山川町、馬渡町」が続く地域。中学校区は諫早市立西諫早中学校。

## 沿革
- 1976年（昭和51年）4月1日 - 諫早市立真崎小学校から分離する形で「諫早市立西諌早小学校」が新設される。中尾町・山川町・馬渡町・小船越町の児童が転入。

## アクセス
最寄りの鉄道駅
- JR九州 長崎本線 西諫早駅

最寄りのバス停
- 県営バス 地区センター前バス停

最寄りの幹線道路
- 国道34号

## 周辺
- 諫早清水幼稚園
- 西諫早郵便局
- 諫早市立西諫早図書館
- 諫早市立真崎小学校
- 諫早市立西諫早中学校

## 関連事項
- 長崎県小学校一覧